# Aglantha elata
Aglantha elata is een hydroïdpoliep uit de familie Rhopalonematidae. De poliep komt uit het geslacht Aglantha. Aglantha elata werd in 1879 voor het eerst wetenschappelijk beschreven door Haeckel. 